# Lambert Schneider (Verleger)
Lambert Schneider (* 18. April 1900 in Köln; † 26. Mai 1970 in Heidelberg) war ein deutscher Verleger.

## Leben und Verlagsgeschichte
Lambert Schneider stammte aus einer katholischen Familie und wuchs in Karlsruhe auf, war in der Revolutionszeit Spartakist, studierte Theaterwissenschaften und beschloss mit 25 Jahren, Verleger zu werden. Der Verlag Lambert Schneider wurde 1925 in Berlin gegründet; das erste Projekt war die von Schneider initiierte Neuübersetzung des Alten Testaments unmittelbar aus dem Hebräischen durch Martin Buber gemeinsam mit Franz Rosenzweig (Schneiders Intention war eine nicht christianisierte oder philosophisch interpretierte Übertragung). Trotz Schneiders universalistischer Intention bestimmten Buber und sein gedankliches Umfeld zunächst das Verlagsprogramm: Franz Rosenzweig, Eugen Rosenstock-Huessy, Hermann Herrigel, Ernst Michel, Neuauflagen der Werke Gustav Landauers (eng befreundet mit Buber), Hans Trüb. Weitere Autoren waren Leo Schestow, Ewald Wasmuth, Hans Kayser. Für drei Jahre erschien die Zeitschrift Die Kreatur, herausgegeben von einem Juden (Buber), einem Katholiken (Joseph Wittig) und einem Protestanten (Viktor von Weizsäcker). Im herstellerischen und typographischen Bereich orientierte sich Lambert Schneider zunächst an Jakob Hegner, später an Carl Ernst Poeschel.
Im Zuge der Weltwirtschaftskrise geriet der Verlag in Konkursnähe, vor allem durch das aufwendige Bibel-Projekt. Durch Vermittlung Leo Baecks kam es zur Kooperation mit dem philanthropisch sehr aktiven jüdischen Kaufmann Salman Schocken. Die Judaica des Verlages gingen 1931 in den zu diesem Zweck neugegründeten Schocken Verlag über, dessen Hersteller und kaufmännischer Leiter Lambert Schneider wurde (siehe Bücherei des Schocken Verlags). Nachdem der Schocken Verlag in der Folge der Novemberpogrome 1938 liquidiert werden musste, erschienen im Verlag Lambert Schneider Textausgaben, die das Gesicht des Verlages für 50 Jahre bestimmen sollten: Blaise Pascal, Abaelard und Heloisa, Thukydides, Wilhelm Heinrich Wackenroder, Clemens Brentano, Carmina Burana, Shakespeare, Aristophanes, Platon, Novalis.
Als der Salzburger Verleger Otto Müller mit Berufsverbot belegt wurde und gezwungen werden sollte, seinen Verlag für ein Zehntel des Wertes an einen nationalsozialistischen Funktionär zu verkaufen, übernahm Lambert Schneider den Otto Müller Verlag pro forma auf Grundlage des tatsächlichen Wertes.
Der Verlagssitz in Berlin und das Buchlager in Leipzig wurden ausgebombt. Auf Vermittlung von Alfred Weber und Marianne Weber holten die amerikanischen Besatzungsoffiziere Lambert Schneider nach Heidelberg; er wurde Lizenzträger und Leiter des Carl Winter Universitätsverlages und erhielt zugleich die Lizenz für seinen eigenen Verlag. Von 1945 bis 1949 erschien die Monatsschrift Die Wandlung (gegründet von Karl Jaspers, Werner Krauss, Alfred Weber und Dolf Sternberger), sowie unter der Herausgeberschaft von u. a. Gustav Radbruch von 1946 bis 1950 die Süddeutsche Juristenzeitung.
In den Jahren nach 1945 wurde Lambert Schneider Vorsitzender einer Heidelberger Aktionsgruppe zur Demokratie und zum freien Sozialismus, die sich auf Initiative von Alfred Weber gegründet hatte (Zu den Referenten zählten Adolf Arndt, Heinrich von Brentano, Carlo Schmid, engagiert beteiligt war auch Alexander Mitscherlich). Bedeutsame Veröffentlichungen des Verlages in den ersten Jahren nach 1945 waren u. a.: Karl Jaspers: Die Schuldfrage (1946); Arthur Rimbaud: Sämtliche Dichtungen (zweisprachig, Übersetzung Walther Küchler, 1946) sowie Briefe und Dokumente (1961); Marianne Weber: Erfülltes Leben (1946); Psyche (hrsg. von Alexander Mitscherlich, Jahrgang 1–4); Alexander Mitscherlich/Fred Mielke: Wissenschaft ohne Menschlichkeit (1949; Neuausgabe unter dem Titel Medizin ohne Menschlichkeit); Anne Frank: Tagebuch der Anne Frank (1950, deutsche Erstausgabe); Gertrud Kolmar: Das lyrische Werk (1955, Erstveröffentlichung ihres Werks). Weitere Autoren waren Dante Gabriel Rossetti, Rudolf Frank, Ernst Fuhrmann, Werner Kraft, Stéphane Mallarmé und Oskar Loerke.

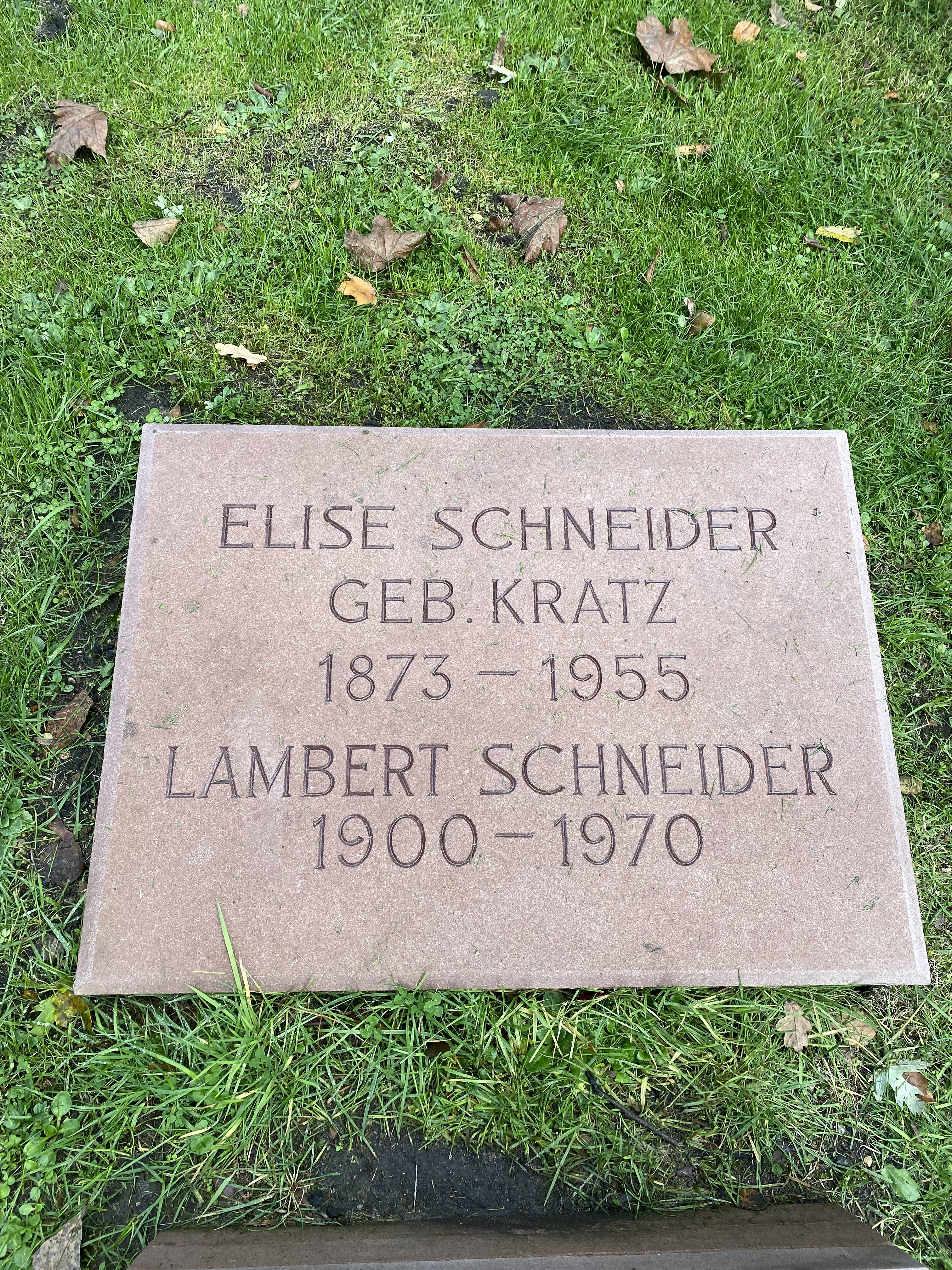
Grab auf dem Friedhof Ohlsdorf in Hamburg

Lambert Schneider hat auch nach 1945 die meisten deutschsprachigen Werke Martin Bubers verlegt. Nach seinem Tod 1970 wurde der Verlag Lambert Schneider von Lothar und Christa Stiehm fortgeführt. 1991 wurde das Unternehmen an den Verleger Heinz M. Bleicher veräußert. 1999 erwarb die WBG Darmstadt den Verlag (mit Ausnahme der Rechte am Gesamtwerk von Martin Buber, die kurz zuvor an das Gütersloher Verlagshaus gegangen waren). Das Verlagsarchiv des ursprünglichen Verlags Lambert Schneider befindet sich im Deutschen Literaturarchiv Marbach.
Lambert Schneiders erste Ehefrau war Gert Schimmelburg; sie kam aus jüdischer Familie und verunglückte 1933 tödlich. 1934 heiratete er Marion Schleuning (23. Juni 1903–1. Juni 2000), eine Verlagsmitarbeiterin seit 1926. Der Klassische Archäologe Lambert Schneider ist ein Sohn aus der zweiten Ehe.